# Крузије
Крузије (фр. Crouzille) насеље је и општина у централној Француској у региону Оверња, у департману Пиј де Дом која припада префектури Риом.
По подацима из 2011. године у општини је живело 278 становника, а густина насељености је износила 14,95 становника/km². Општина се простире на површини од 18,6 km². Налази се на средњој надморској висини од 610 метара (максималној 663 m, а минималној 491 m).

## Демографија
| 1962. | 1968. | 1975. | 1982. | 1990. | 1999. | 2011. |
| ----- | ----- | ----- | ----- | ----- | ----- | ----- |
| 326   | 415   | 354   | 312   | 296   | 284   | 278   |

График промене броја становника у току последњих година